# 琴修会
琴修会（きんしゅうかい）は、ライリスト社が運営するフランチャイズ組織の大正琴普及団体の名称である。公益社団法人大正琴協会の設立時から所属している。

## 所在地
- 名古屋市昭和区御器所一丁目6番24号

## 琴修会の設立
将来の生涯学習社会を想定し1980年に設立された。

## 琴修会の理念
- 音楽を中心に豊かな生活を提供する。
- 音楽性を重要視する。
- 地域文化の向上に参加する。

## 特徴
- 大正琴製造メーカーであるライリスト社の主導により作られた組織であり、大正琴演奏者・講師の主導ではないため、いわゆる家元制度を採用していない。講師の質は研修会および認定試験の開催により保たれている。
- 一般に大正琴はキーの位置が弦を押さえる位置と一致する構造となっており、キー配列はギターなどの弦楽器同様不均等となっている。これに対し、琴修会の大正琴は、キー配列をピアノの鍵盤同様均等に配置することにより、運指上の困難を解消すると同時に鍵盤楽器経験者が習得しやすい形状となっている。

## その他

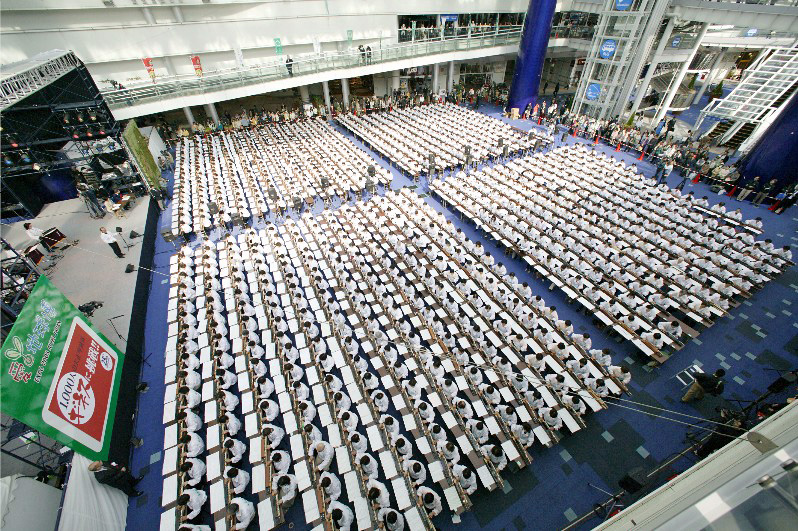
世界初の大正琴認定

- 2005年4月21日、万国博覧会関連事業として大正琴発祥の名古屋市オアシス21において、世界初の大正琴認定1034名の大正琴アンサンブル演奏を行い、ギネス・ワールド・レコーズに大正琴世界記録として初めて認定される（現在の世界記録は琴伝流が2008年に行った2,864名による同時演奏）。
- 2006年2-3月にかけて、NHK教育TV趣味悠々「大正琴で弾く!」 が放送されるに当たり、教務担当がテキストの原稿作成と講師として出演。